# 拜一神論
拜一神論（英語：Monolatry，羅馬化：monos，直译：一個，羅馬化：latreia，直译：崇拜)，是一種承認有多種神，但始終只崇拜一位神的信仰。該詞可能由尤利烏斯·威爾豪森首先被使用。
拜一神論與一神論的區別在於，一神論相信世界上只有一個神，不承認其他神的存在，而拜一神論承認世界上有多個神的存在，而只信仰一個神。其與單一主神論的區別在於單一主神論雖然也承認有多位神，但只有一個最主要的神，而拜一神論則沒有這個限制。